# Писаревка (Сумская область)
Писаревка (укр. Писарівка) — село, Хотенский поселковый совет, Сумский район, Сумская область, Украина.
Код КОАТУУ — 5924756201. Население по переписи 2001 года составляло 831 человек.

## Географическое положение
Село Писаревка находится на берегу реки Олешня,
выше по течению на расстоянии в 2 км расположен посёлок Иволжанское,
ниже по течению примыкает пгт Хотень.
На реке большая запруда.
К селу примыкает большой лесной массив (дуб).
Через село проходит автомобильная дорога Н-07.

## История
В XIX веке село Писаревка было волостным центром Писаревской волости Сумского уезда Харьковской губернии. В селе была Покровская церковь.

## Экономика
- Агрофирма «ЗОРЯ», ООО.